# Platysuchus
Peipehsuchus multiscrobiculatus
Genre
Espèce
Synonymes
- † Mystriosaurus multiscrobiculatus Berckhemer, 1929

Platysuchus est un genre éteint de crocodyliformes thalattosuchiens de la famille des téléosauridés ayant vécu au Jurassique inférieur (Toarcien) dans ce qui est aujourd'hui l'Allemagne, dans le land du Bade-Wurtemberg.
Une seule espèce est rattachée au genre : Platysuchus multiscrobiculatus, décrite par Frank Westphal en 1961. L'holotype, référencé SMNS 9930, a été découvert à Holzmaden dans le Bade-Wurtemberg.

## Description
Platysuchus multiscrobiculatus est un téléosauridé de taille moyenne, avec une longueur maximale de 3 mètres et une morphologie globale proche de celle de Steneosaurus bollensis.
Il est caractérisé par un crâne ne représentant que 45% de la longueur de l'animal. Son rostre allongé et étroit s'élargit à son extrémité, au niveau de son prémaxillaire en une forme de bulbe. Les orbites sont de forme circulaire à elliptique, ouvertes vers le haut (dorsalement).
La colonne vertébrale comprend environ 64  vertèbres amphicoeles : 9 cervicales, 14 ou 15 dorsales, 2 ou 3 lombaires, 2 sacrées et 38 caudales.

## Classification
L'analyse phylogénétique conduite par Attila Ősi et ses collègues en 2018, place Platysuchus multiscrobiculatus en groupe frère de Steneosaurus bollensis, formant le clade le plus évolué des Teleosauroidea.